# Distretto di Diu
Il distretto di Diu è un distretto del territorio di Dadra e Nagar Haveli e Daman e Diu, in India, di 44 110 abitanti. Il suo capoluogo è Diu.